# Rita de Càssia
Rita de Càssia —en italià: Rita da Cascia— (Roccaporena, 1381 - Cascia, 1457) és una de les santes més populars de l'Església Catòlica. El nom és, potser, abreviació de Margherita.

## Vida i llegenda
Va néixer al llogarret de Roccaporena, uns cinc quilòmetres a l'oest de Cascia (província de Perusa), el 1381 i va morir a Cascia el 22 de maig de 1457. Els seus pares eren ja grans quan va néixer. Malgrat que volia ser monja, quan tenia divuit anys sos pares la maridaren amb un home del poble, Paolo Mancini, que li causà molts patiments. Ella es consolava amb l'oració. Van tenir dos fills, Jacopo i Paolo.
Un dia Mancini —serè de Roccaporena— va desaparèixer. Rita va dir que tenia molts enemics i que, probablement, havia estat mort en alguna baralla, i que poc abans ella l'havia convertit al cristianisme, per la qual cosa, ja penedit, hauria pujat al Cel.

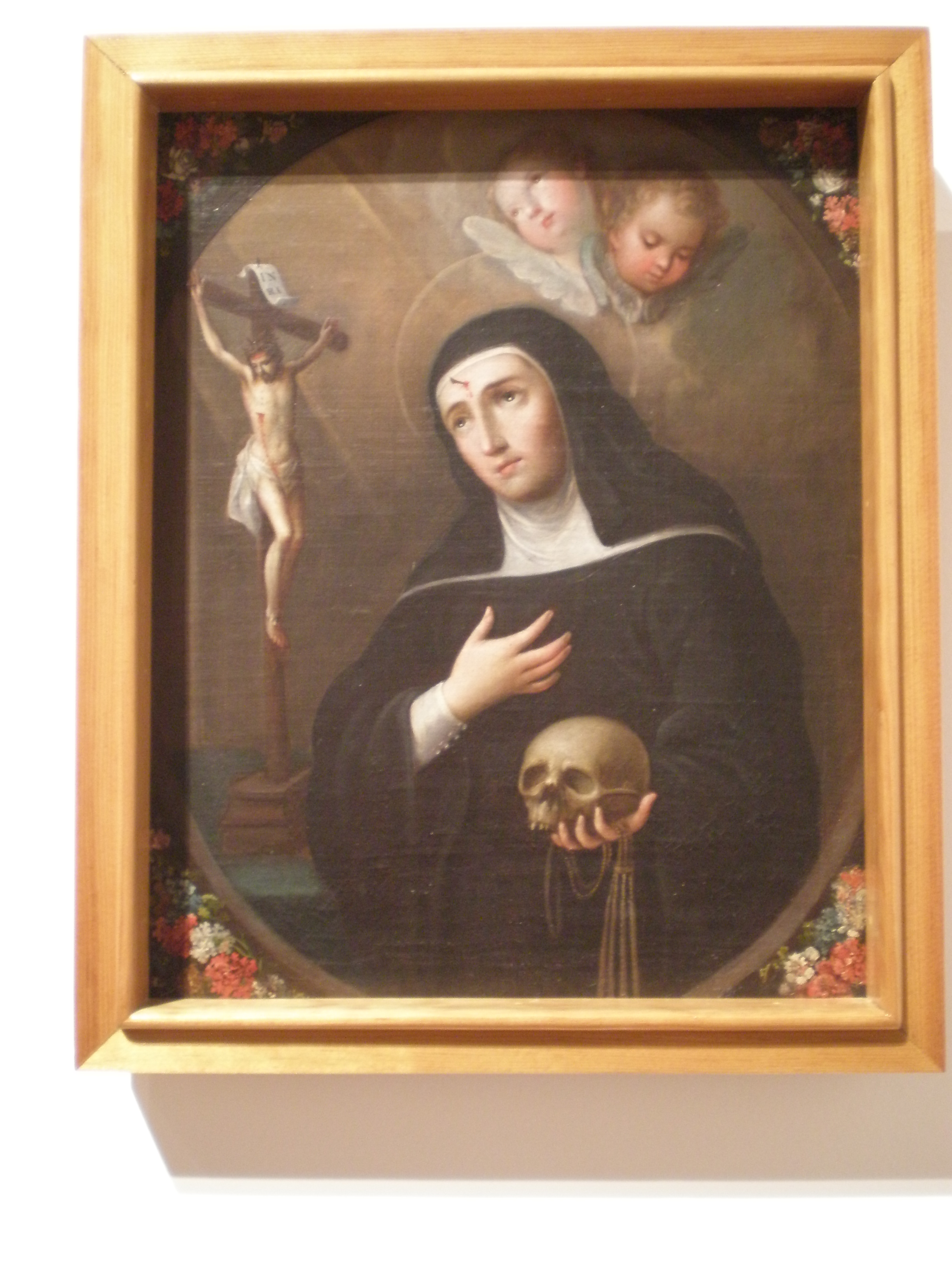
Pintura anònima del s. XVIII (Mèxic, Museo Nacional de Arte)
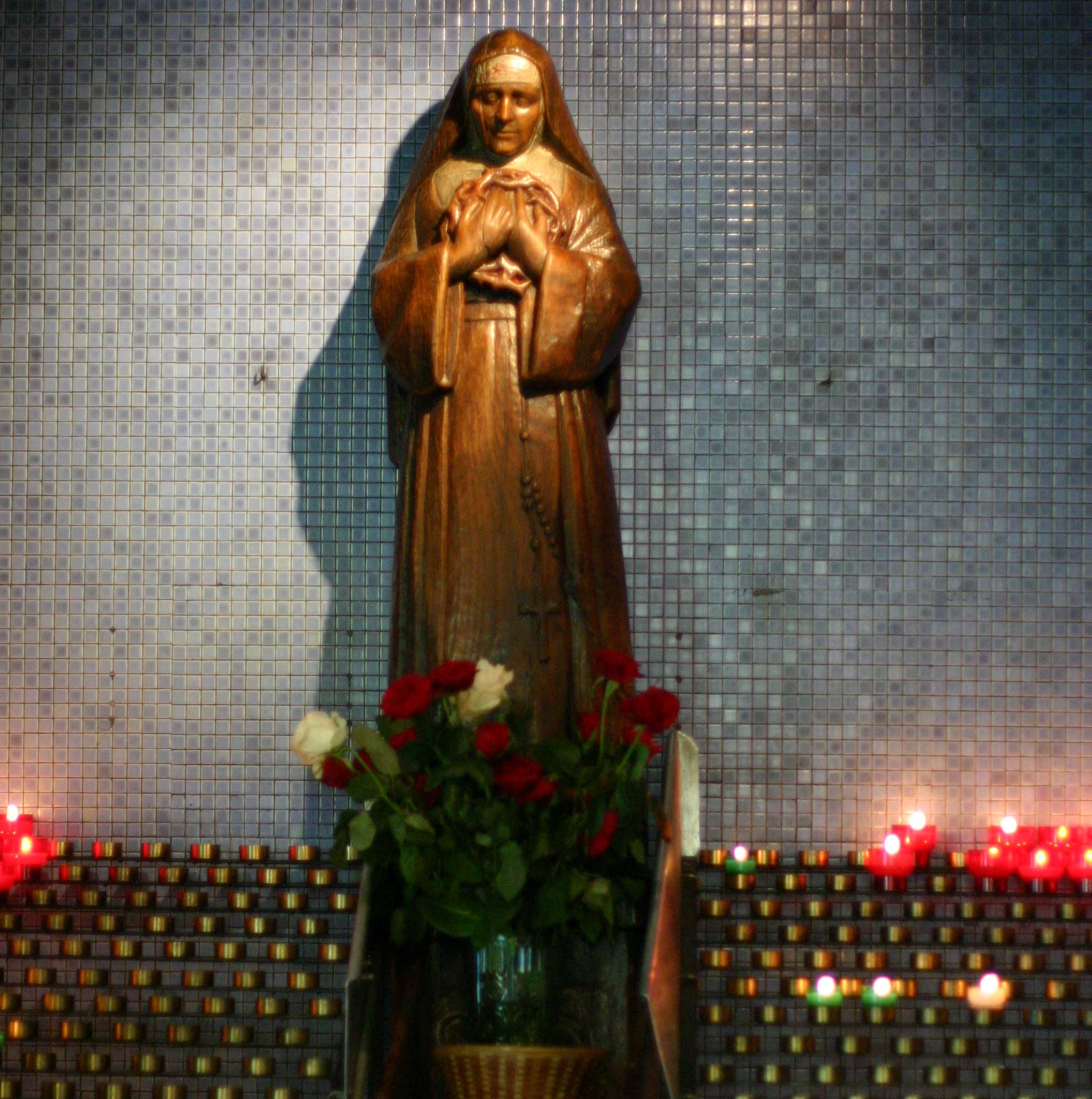
Talla a la capella de la Place Pigalle, de París
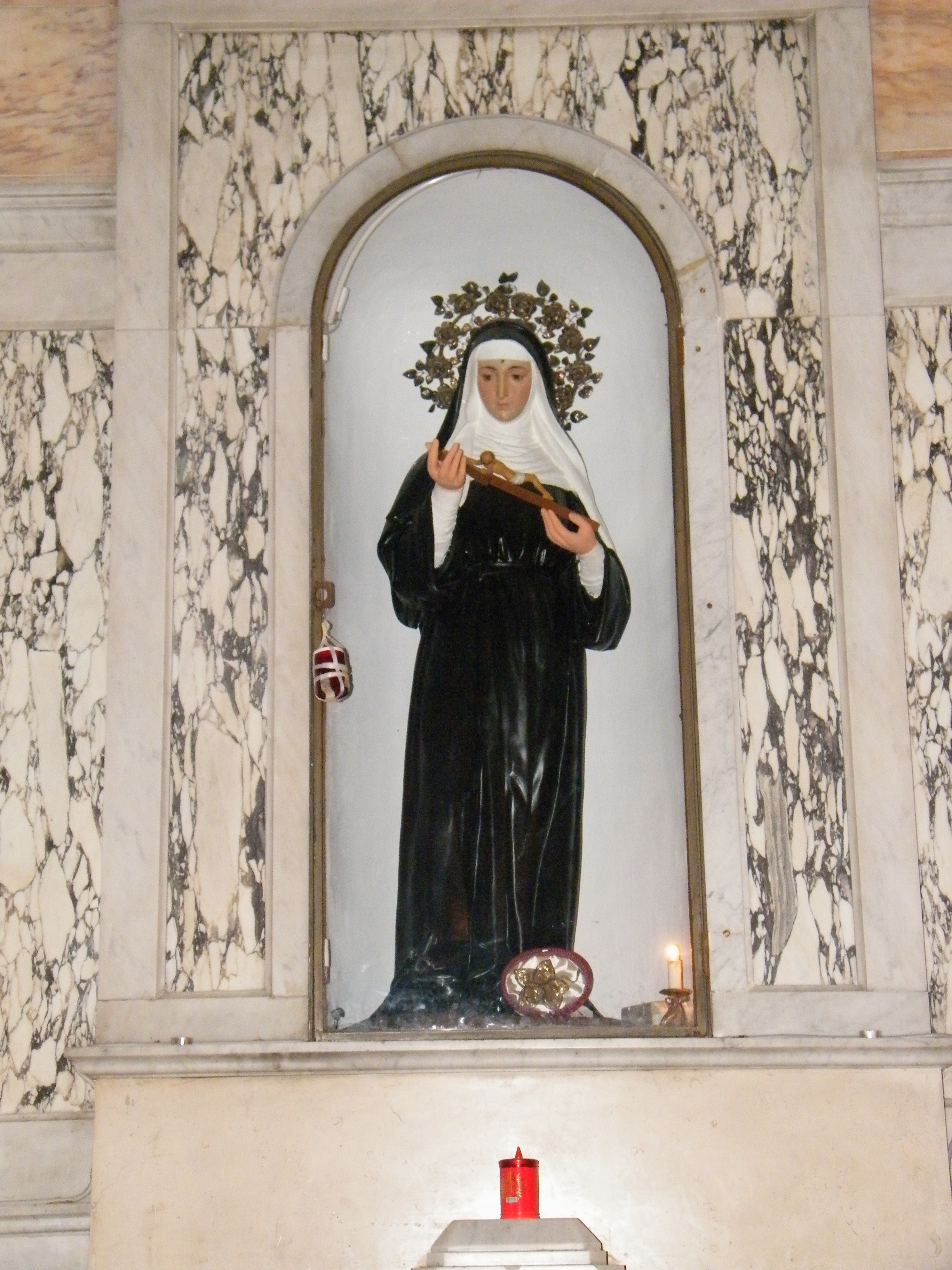
Imatge a la Basílica dell'Immacolata de Catanzaro
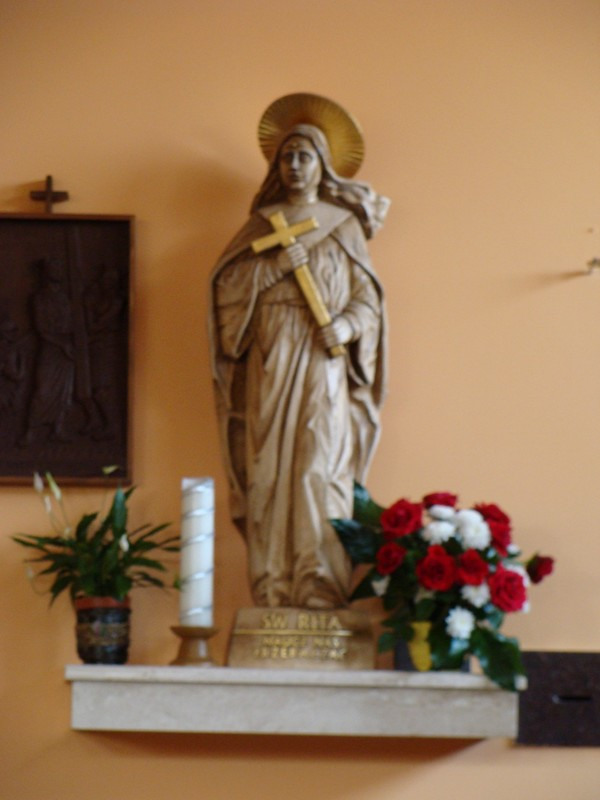
Talla a l'església de Śrem (Polònia)

Rita va demanar l'admissió al convent agustinià de Santa Maria Magdalena de Cascia, però no fou acceptada, ja que el convent només admetia dones verges. Després d'insistir-hi, fou admesa a condició que reconciliés la seva família amb els assassins del seu espòs. El 1417, els seus fills van morir: Rita va agrair la mort a Déu, ja que així s'evitava que, en créixer, vengessin la mort del pare (la vendetta era llei en aquell moment) i condemnessin les seves ànimes.
Poc després, sense vincles familiars, va aparèixer de matinada dins del monestir, tot i que era tancat: hi havia estat transportada pels mateixos sant Agustí, Sant Joan Baptista i Nicolau de Tolentino. Arran del miracle, fou acceptada i va rebre l'hàbit de monja. Tenia treinta-i-sis anys.

### Vida conventual
Al convent, es va lliurar a la pregària i les penitències més dures. El 1428 -o el 1438, segons altres fonts-, Rita va trobar-se clavada al front una llarga estella de fusta: era, va dir, un estigma diví i la marca de la corona d'espines que Crist havia portat. Li van extreure, però cada matinada, l'estigma es tornava a obrir; a partir d'un moment, la ferida va començar a exhalar una forta pudor, que es mantingué fins a la seva mort. El 1453 o 1443 va caure malalta. Llavors, la ferida va guarir.
Va morir al convent el 22 de maig de 1457 a 76 anys. Segons la llegenda, el cos emetia una dolça flaire i es va conservar incorrupte. Van començar a córrer rumors sobre guariments miraculosos deguts a la intercessió de la monja i la devoció es va començar a estendre per tot Itàlia.

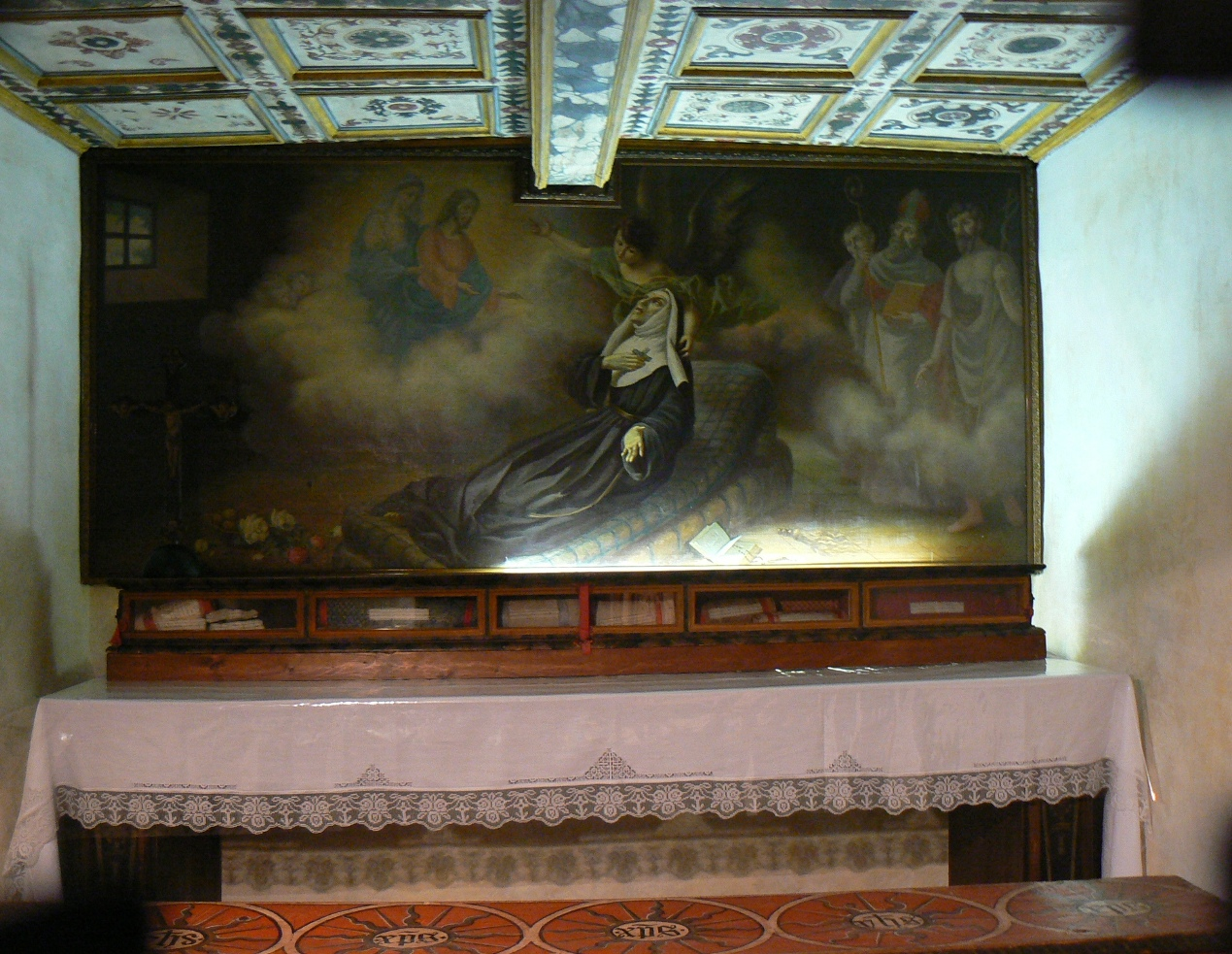
Cambra del convent de Cascia on Rita morí, amb una pintura del s. XVII
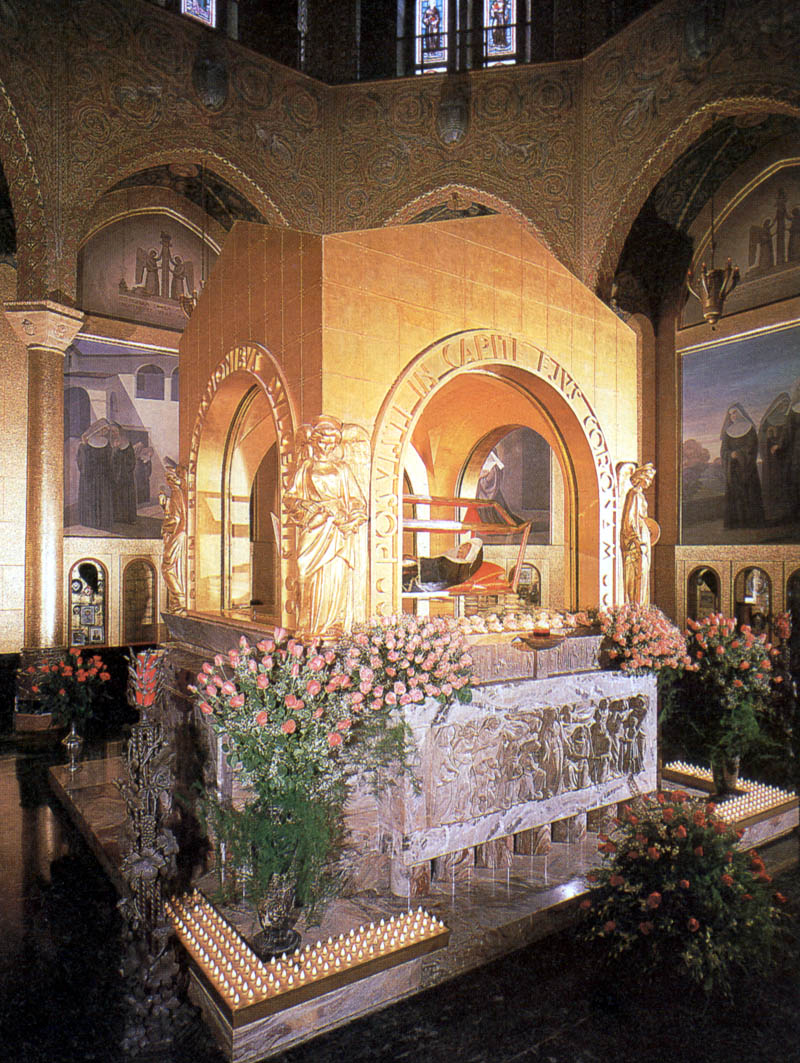
Sepulcre a la Basílica de Cascia
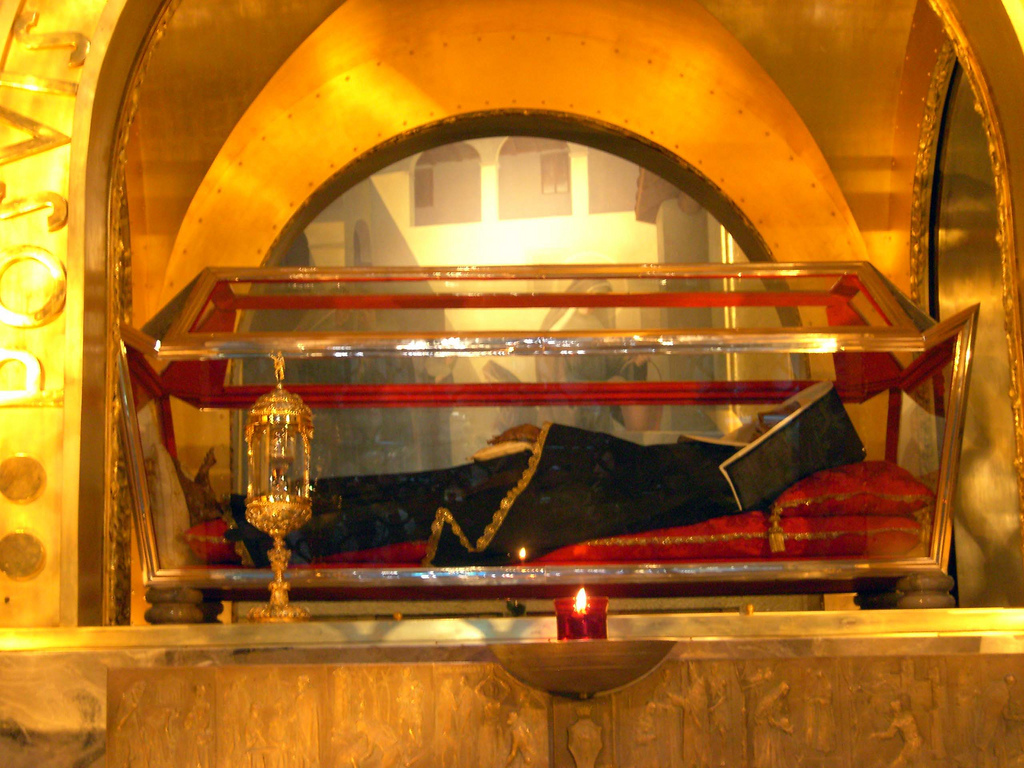
Cos incorrupte de la santa en una urna de vidre
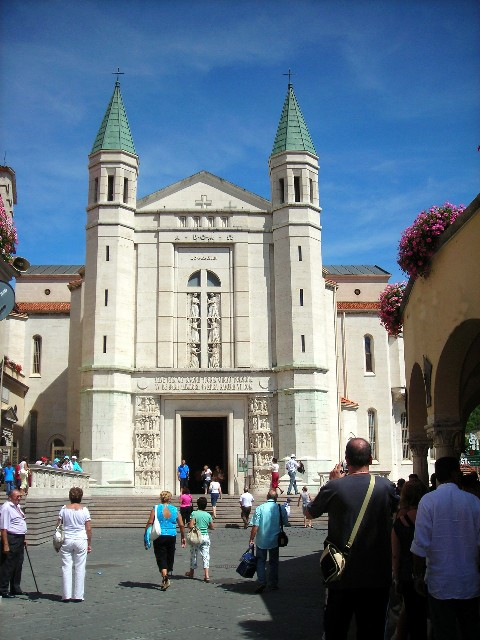
Basílica de Santa Rita a Cascia (1937-55)

## Veneració
Fou beatificada per Urbà VIII el 1627 i el 24 de maig de 1900 fou canonitzada pel papa Lleó XIII. La seva festa és l'aniversari de la mort, el 22 de maig. Arran de la canonització es construí un santuari a Cascia.
Santa Rita és considerada la santa que aconsegueix coses impossibles i, perdudes (juntament amb sant Judes Tadeu), així com la protectora de les dones víctimes de violència domèstica i dels problemes conjugals.
Recentment, i de manera no oficial, als Estats Units, s'ha començat a considerar la santa com a patrona del beisbol. La raó és que a la pel·lícula de la productora The Walt Disney Company The rookie, el protagonista vol jugar a la lliga major de beisbol, la qual cosa era poc menys que impossible, per la qual cosa invoca Santa Rita. A partir de l'estrena, s'ha generat un moviment entre els catòlics afeccionats al bèisbol perquè en sigui la santa patrona.

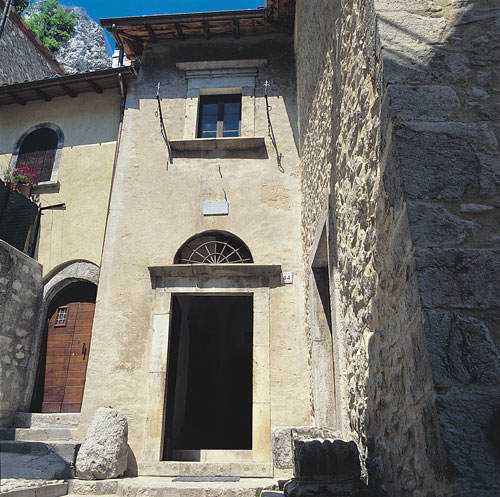
Casa natal de la santa a Roccaporena
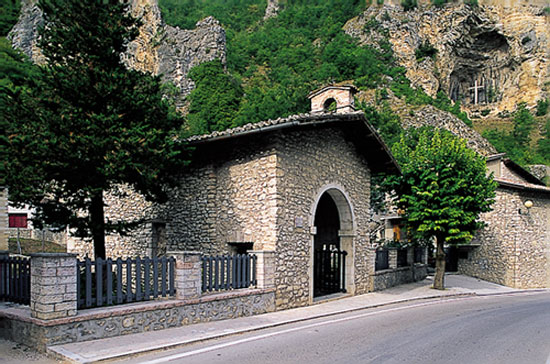
Casa de Roccaporena on va viure amb el seu espòs i els seus fills
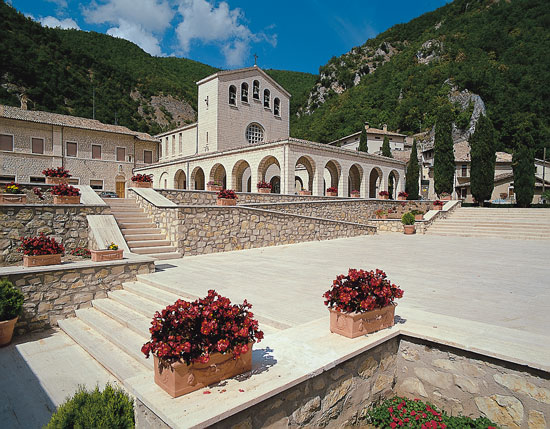
Modern santuari de Santa Rita a Roccaporena
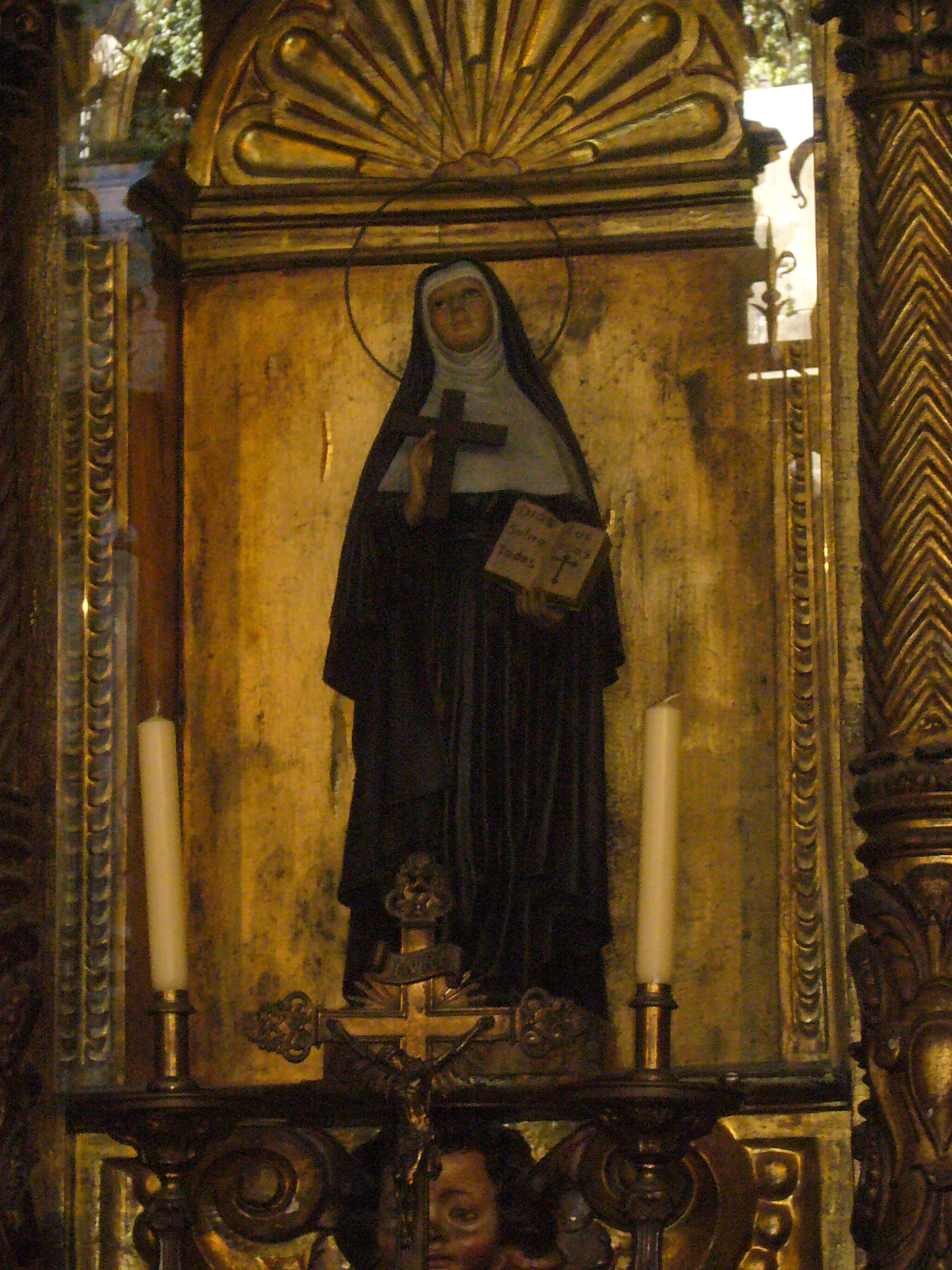
Imatge de Santa Rita al claustre de la catedral de Barcelona

## Les roses i les figues
Se sol representar amb roses, per mor d'una llegenda comuna amb la d'altres santes com Elisabet d'Hongria. Contava que el seu espòs li prohibia ajudar els pobres; un dia que els portava pa amagat a la faldilla, Mancini la va trobar i va mirar què hi duia: els pans s'havien convertit en roses i no va poder acusar-la.
Al final de la seva vida, va visitar-la una cosina que li va demanar si volia alguna cosa. Rita li va demanar que li portés una rosa del jardí. Com que era hivern, la cosina va pensar que no podria trobar-hi roses, però el roser estava florit: va portar la rosa a Rita. Aquesta rosa era el símbol de l'amor de Crist i de la capacitat de la santa per a aconseguir coses impossibles.
Una llegenda similar s'explica al voltant d'una figuera que va donar fruit a l'hivern.